# Коджа Мехмед Рагъп паша
Коджа Мехмед Рагъп паша е османски политик и велик везир. Неговото управление начело на Османската империя е на практика последното успешно, преди катаклизмите на и от Руско-турска война (1768-1774) с последвалото кърджалийско време. Епитетът „коджа“ в османо-турски значи „голям“ или „велик“ и Рагъп паша го получава за държавнически заслуги.

## Биография
Баща му Шевки Мустафа е османски администратор. Започва кариерата си като ковчежник в Багдад. Участва в преговорите за сключването на Белградския мирен договор, последния значим османски външнополитически успех.
През 1740 г. е издигнат във везир в дивана и по-точно във външен министър на османците с титула „рейс-юл кюттаб“ или „рейс ефенди“. През 1744 г. е назначен за управител на Египетския еялет и остава в Египет до 1748 г., когато е принуден от местните мамелюци да го напусне.
На 12 януари 1757 г., т.е. от годината на смъртта на султан Осман III – е на практика първия велик везир на Високата порта. Управлението на Рагъп паша е обаче на практика последното успешно, преди да започне упадъка с края на османците.
Новият османски султан Мустафа III заварва Рагъп паша начело на империята. Рагъп паша сключва династичен брак със сестрата на падишаха Селиха султан, сдобивайки се с титлата димат. Рагъп паша е горещ защитник на мирната османска политика и недопуска въвличането на империята в бушуващата по това време седемгодишна война в Европа, особено срещу Русия.